# Omar Morera
Omar Morera Barrantes (Santa Eulalia de Atenas; 3 de abril de 1952) es un exfutbolista costarricense que jugaba como delantero.

## Trayectoria
Jugó con el Naranjo, Ramonense y Alajuelense, donde por una lesión no pudo continuar su carrera. Totalizó 20 goles en 67 partidos en la Primera División de Costa Rica.

## Selección nacional
Fue cinco veces internacional con la selección de Costa Rica y anotó tres goles, sin embargo, cuatro veces y dos tantos fueron oficiales.

### Participaciones en clasificatorias
| Clasif.              | Sede   | Resultado | Part. | Goles |
| -------------------- | ------ | --------- | ----- | ----- |
| Clasif. Mundial 1982 | Varias | Eliminado | 4     | 2     |

## Clubes
| Club             | País       | Año       |
| ---------------- | ---------- | --------- |
| A.D. Naranjo     | Costa Rica | 1978-1980 |
| A.D. Ramonense   | Costa Rica | 1980-1981 |
| L.D. Alajuelense | Costa Rica | 1981-1983 |